# Kathryn Patricia Hireová
Kathryn Patricia Hireová (*26. srpna 1959 v Mobile, stát Alabama) je americká námořní kapitánka, letkyně a kosmonautka. Ve vesmíru byla dvakrát.

## Život

### Studium a zaměstnání
Absolvovala střední školu Murphy High School v rodném městě, po jejím ukončení v roce 1977 pokračovala ve studiu na námořní akademii US Naval Academy v Annapolis. Ukončila jej v roce 1981. Později si doplnila vzdělání na Florida Institute of Technology. Zde skončila studium v roce 1991.
Řadu let pracovala v armádě v námořnictvu i jako pilot.
V roce 1995 se zapojila do výcviku budoucích kosmonautů v Houstonu, o rok později byla členkou jednotky kosmonautů v NASA.
Má přezdívku Kay a zůstala svobodná.

### Lety do vesmíru
Na oběžnou dráhu se v raketoplánu dostala s funkcí letová specialistka, pracovala na orbitální stanici ISS a strávila ve vesmíru 29 dní, 15 hodin a 59 minut. Byla 376 člověkem ve vesmíru, 34 ženou.
- STS-90 Columbia (17. duben 1998 – 3. květen 1998)
- STS-130 Endeavour (8. února 2010 – 21. února 2010)